# محله هوایی مونترال/ایل پرو
محله هوایی مونترال/ایل پرو (به انگلیسی: Montréal/Aéroparc Île Perrot) یک فرودگاه خصوصی است که یک باند فرود چمن و برف دارد و طول باند آن ۷۹۰ متر است. این فرودگاه در شهر مونترآل کشور کانادا قرار دارد و در ارتفاع ۳۰ متری از سطح دریا واقع شده‌است.